# Referendum sulla bandiera neozelandese del 2016
Il referendum sulla bandiera neozelandese del 2016 è una consultazione referendaria tenutasi in Nuova Zelanda dal 3 al 24 marzo 2016 per chiedere ai cittadini se intendessero cambiare la bandiera nazionale.

## L'iniziativa referendaria
La proposta venne avanzata ufficialmente nel 2014 dal primo ministro John Key ed era volta a rimuovere dalla bandiera nazionale ogni traccia del passato coloniale, visto che la bandiera contiene al suo interno la Union Jack (vessillo del Regno Unito) e sembrava in un primo tempo godere del favore della maggioranza della popolazione, anche se nel corso del dibattito seguito alla proposta l'atteggiamento della popolazione si spostò a favore del mantenimento del vecchio vessillo.
Per l'occasione, fu indetto un concorso pubblico e istituita una commissione esaminatrice per valutare le proposte ricevute. Furono ricevute 10 292 bandiere e la commissione ne selezionò quaranta; di queste quaranta, ne furono selezionate quattro da sottoporre a referendum, divenute poi cinque in seguito a una petizione online. Le cinque bandiere furono sottoposte a voto di preferenza tra il 20 novembre e l'11 dicembre 2015, a cui partecipò il 48,78% degli elettori e in cui fu selezionata la bandiera denominata Silver Fern (Black, White and Blue) di Kyle Lockwood. Al referendum finale, tenutosi esclusivamente con il voto via posta, hanno partecipato il 67,78% degli aventi diritto al voto, oltre due milioni di cittadini: il 56,73% dei votanti si è espresso per il mantenimento della bandiera già in uso, adottata nel 1902.

## Controversie

### Costi del referendum
Il governo fu criticato per i costi derivanti dall'iniziativa (furono spesi 26 milioni di dollari neozelandesi per le due tornate elettorali e 4 milioni per la campagna elettorale). John Key rispose dicendo che si sarebbe trattata di una spesa una tantum e i cui effetti sarebbero stati duraturi nel tempo.

### Ordine delle votazioni
Altre critiche furono rivolte al governo per l'ordine con cui furono sottoposti i quesiti, osservando come invertendo l'ordine delle domande si sarebbero potuti risparmiare buona parte dei costi sostenuti. Il governo rispose che l'obiettivo era far sì che gli elettori iniziassero a familiarizzare con la nuova bandiera prima di arrivare al voto finale.

### Inclusione della bandieraRed Peak
In seguito all'annuncio delle quattro bandiere finaliste, la commissione fu criticata per aver scelto bandiere molto simili tra loro (tre di queste rappresentavano una felce argentata e due erano state realizzate dalla stessa persona). Fu lanciata una petizione online, che fu firmata da 50 000 persone e in seguito a cui fu inclusa anche la bandiera denominata Red Peak, proposta da Aaron Dustin. Ciò provocò ulteriori critiche da parte dell'opposizione, che accusò il governo di non aver verificato l'autenticità delle firme.

## Bandiere selezionate
Tra gli elementi più comuni nelle bandiere proposte si trovano i colori blu, nero, bianco, rosso e verde, oltre alla croce del Sud, la felce argentata, il kiwi e il koru, ovvero il germoglio di felce argentata. In seguito ad alcune discussioni con i rappresentanti delle tribù Maori, si decise di escludere d'ufficio tutte le bandiere ispirate alla Tino Rangatiratanga e alla bandiera delle tribù unite.

Attuale bandiera
Proposta di Wā kāinga / Home by Studio Alexander
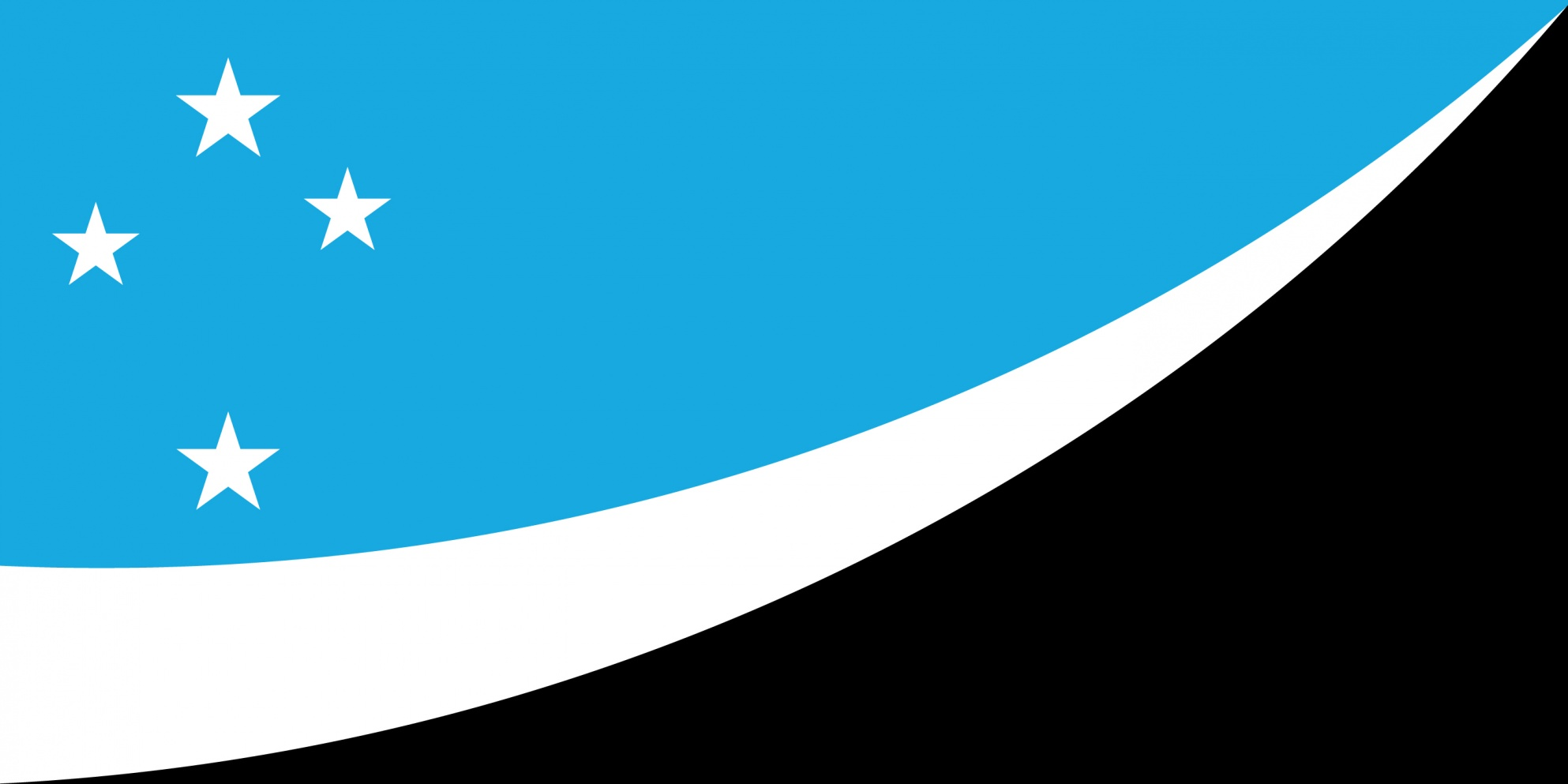
Prima proposta di Mike Archer
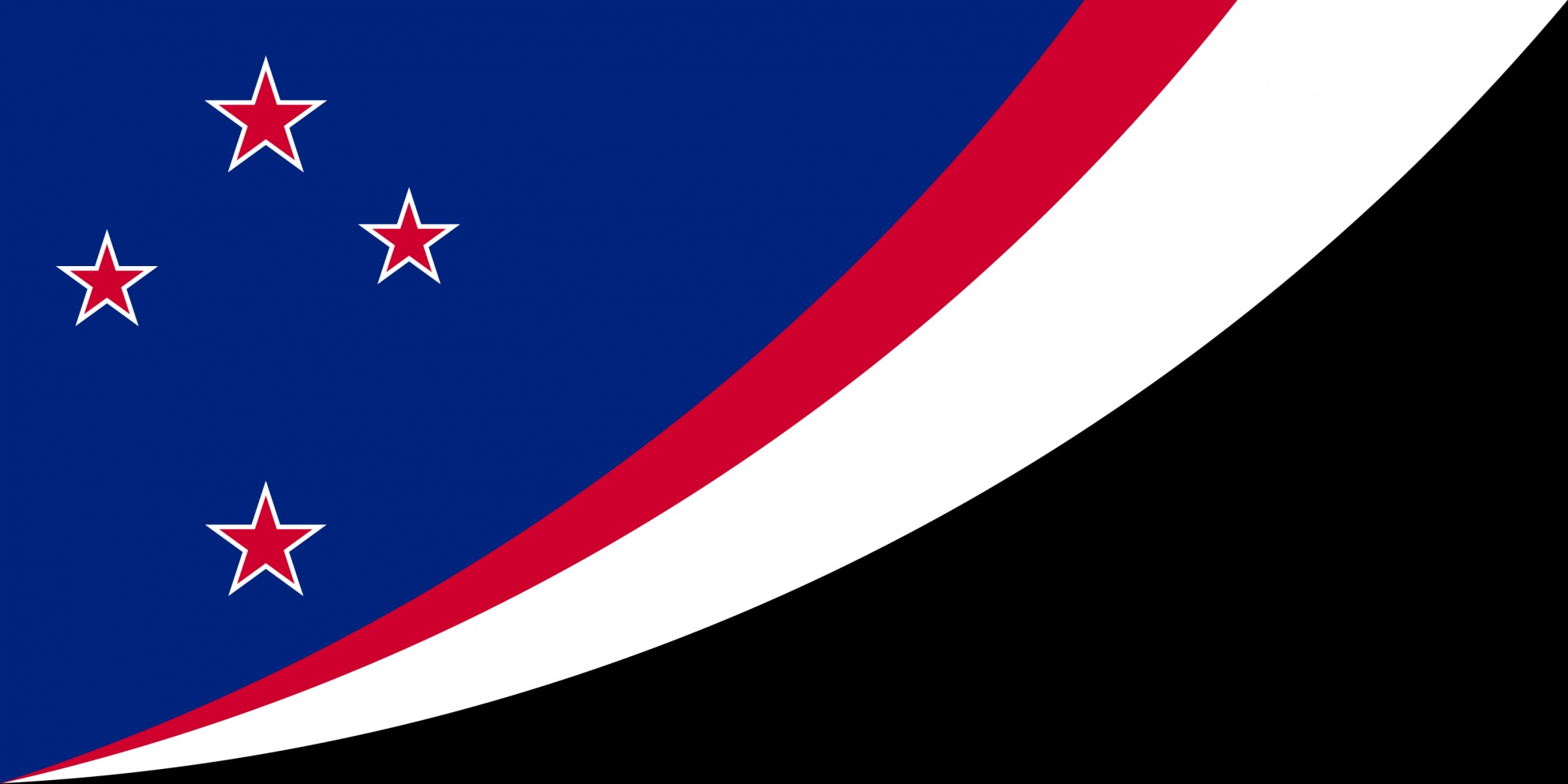
Seconda proposta di Mike Archer
Prima proposta di Sven Baker
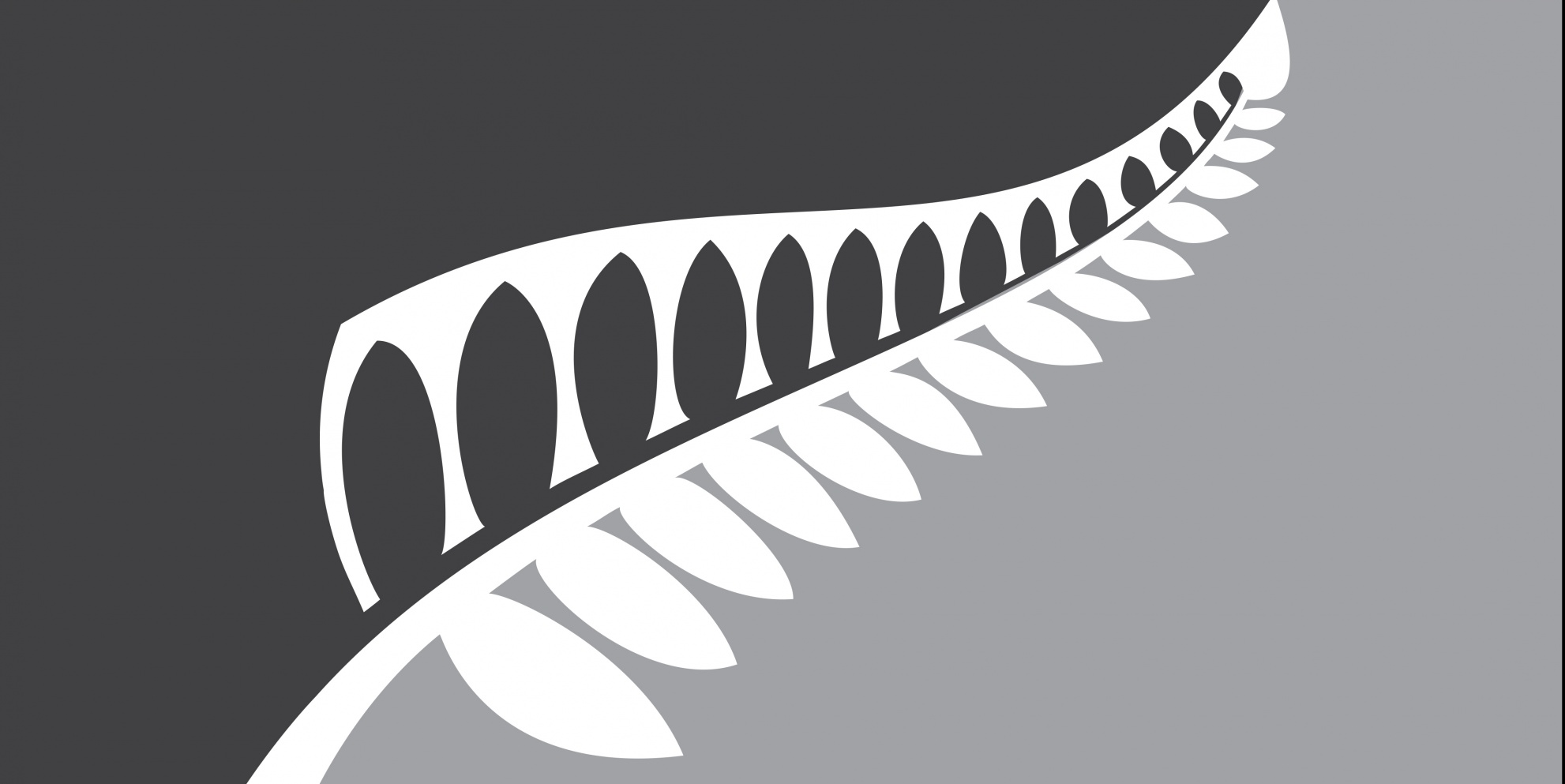
Seconda proposta di Sven Baker
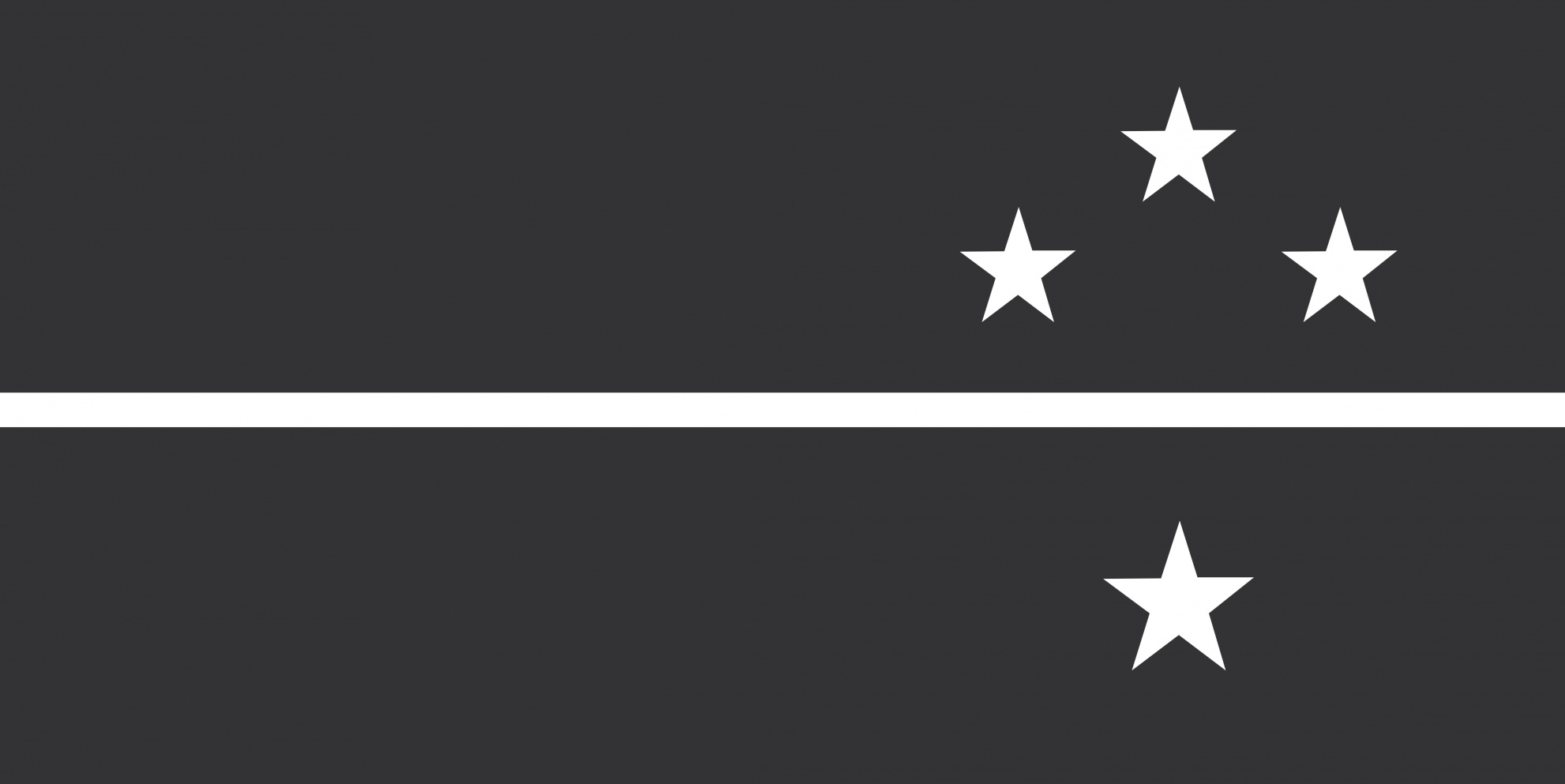
Terza proposta di Sven Baker
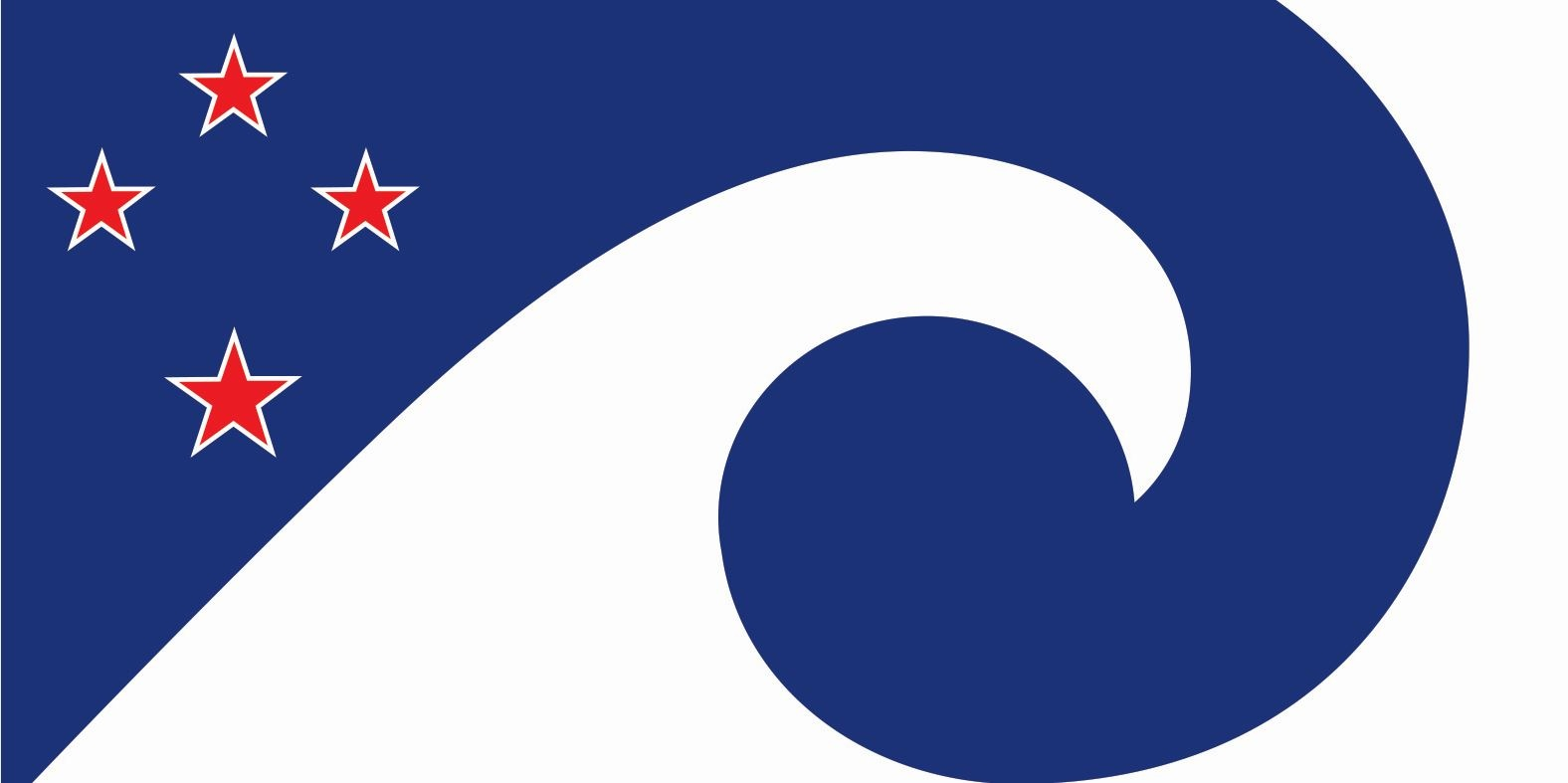
Quarta proposta di Sven Baker
Quinta proposta di Sven Baker
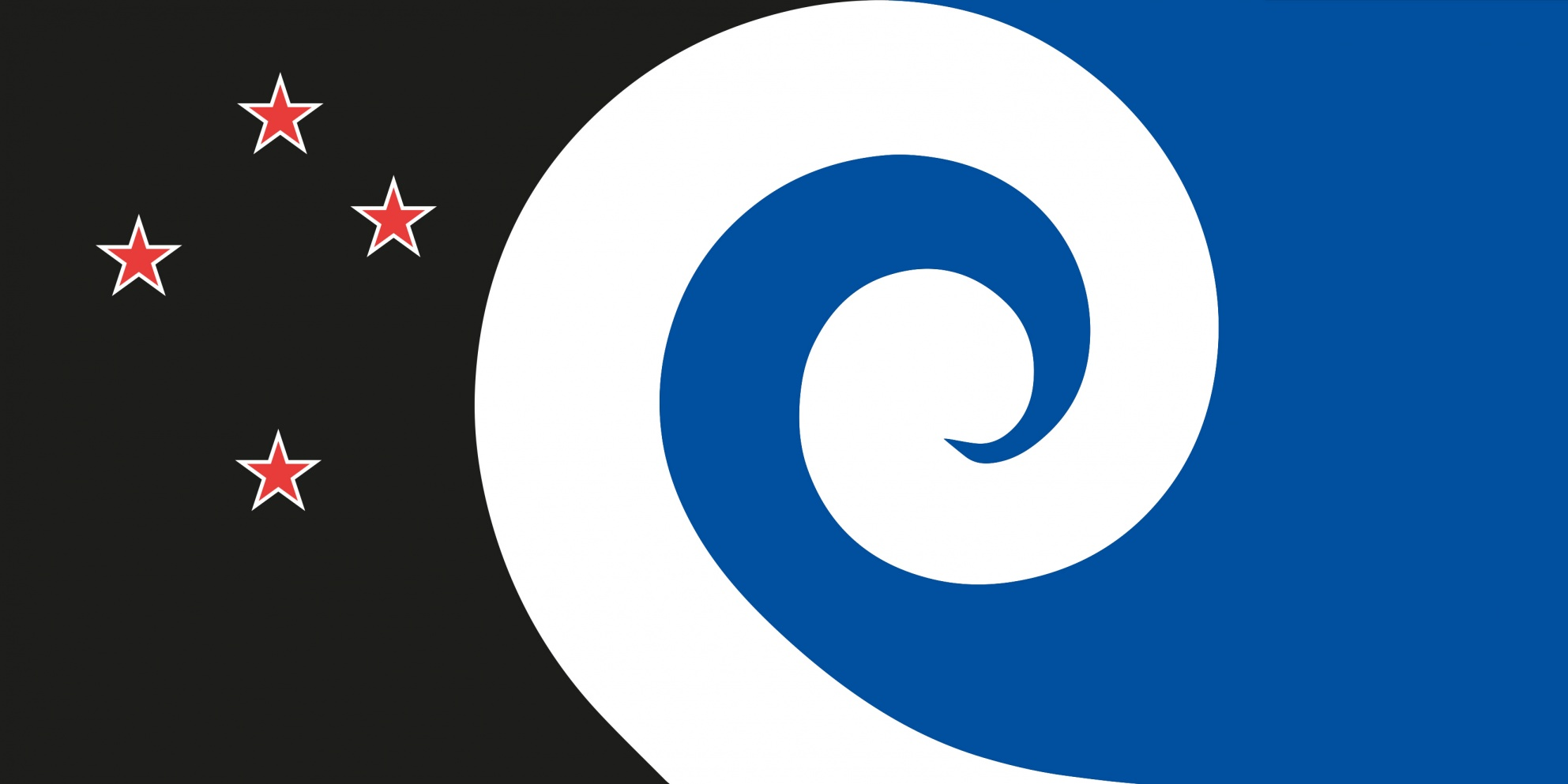
Prima proposta di Dominic Carroll
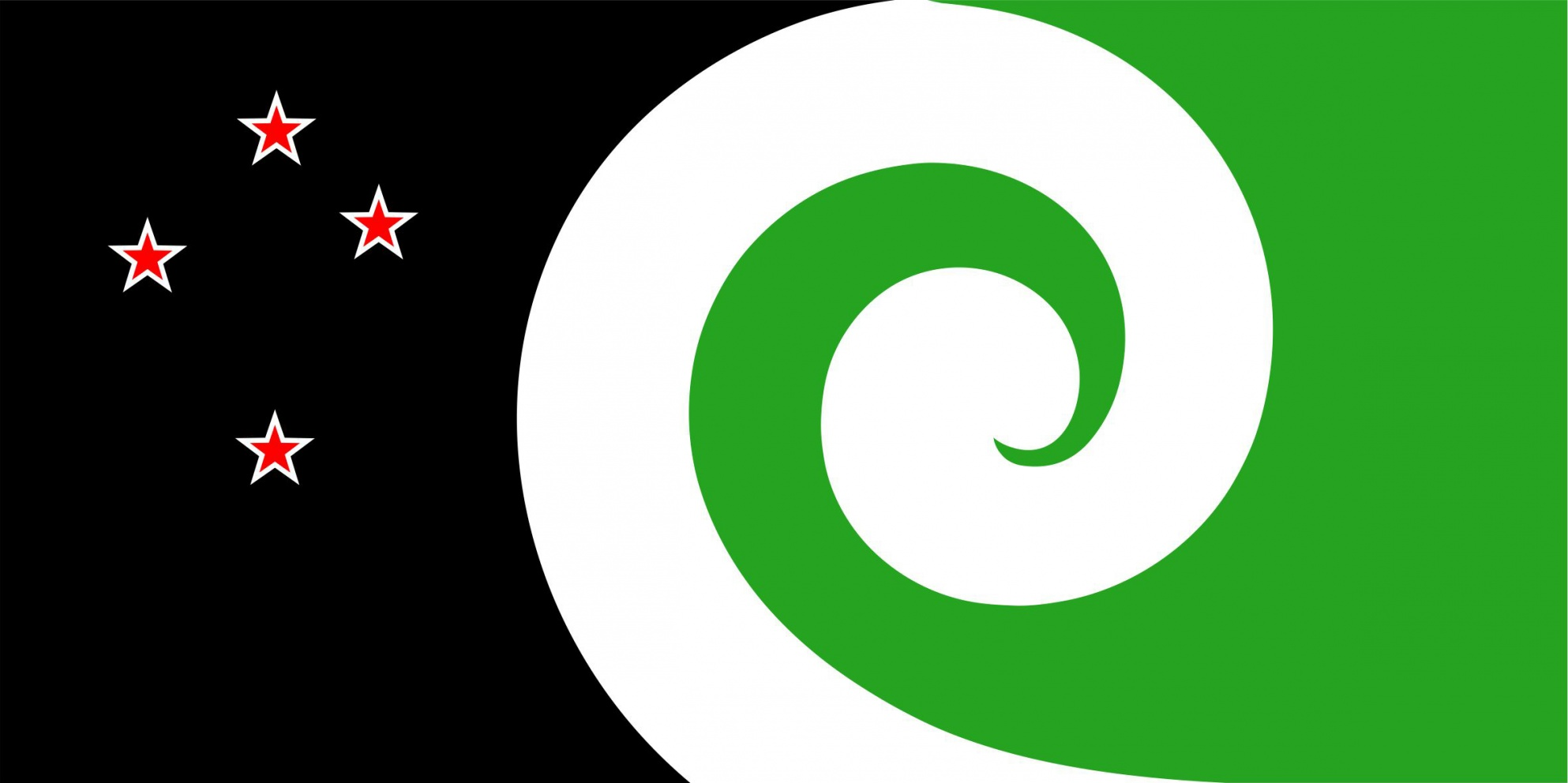
Seconda proposta di Dominic Carroll
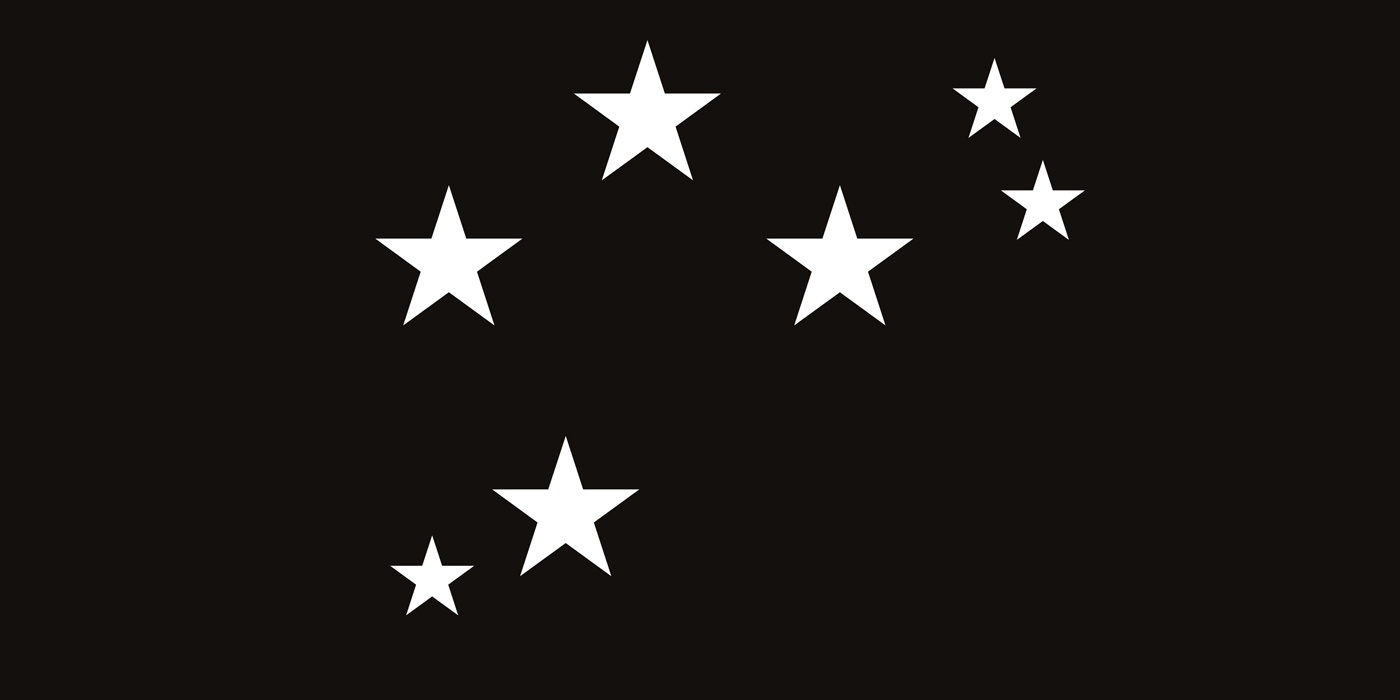
Proposta di Matthew Clare
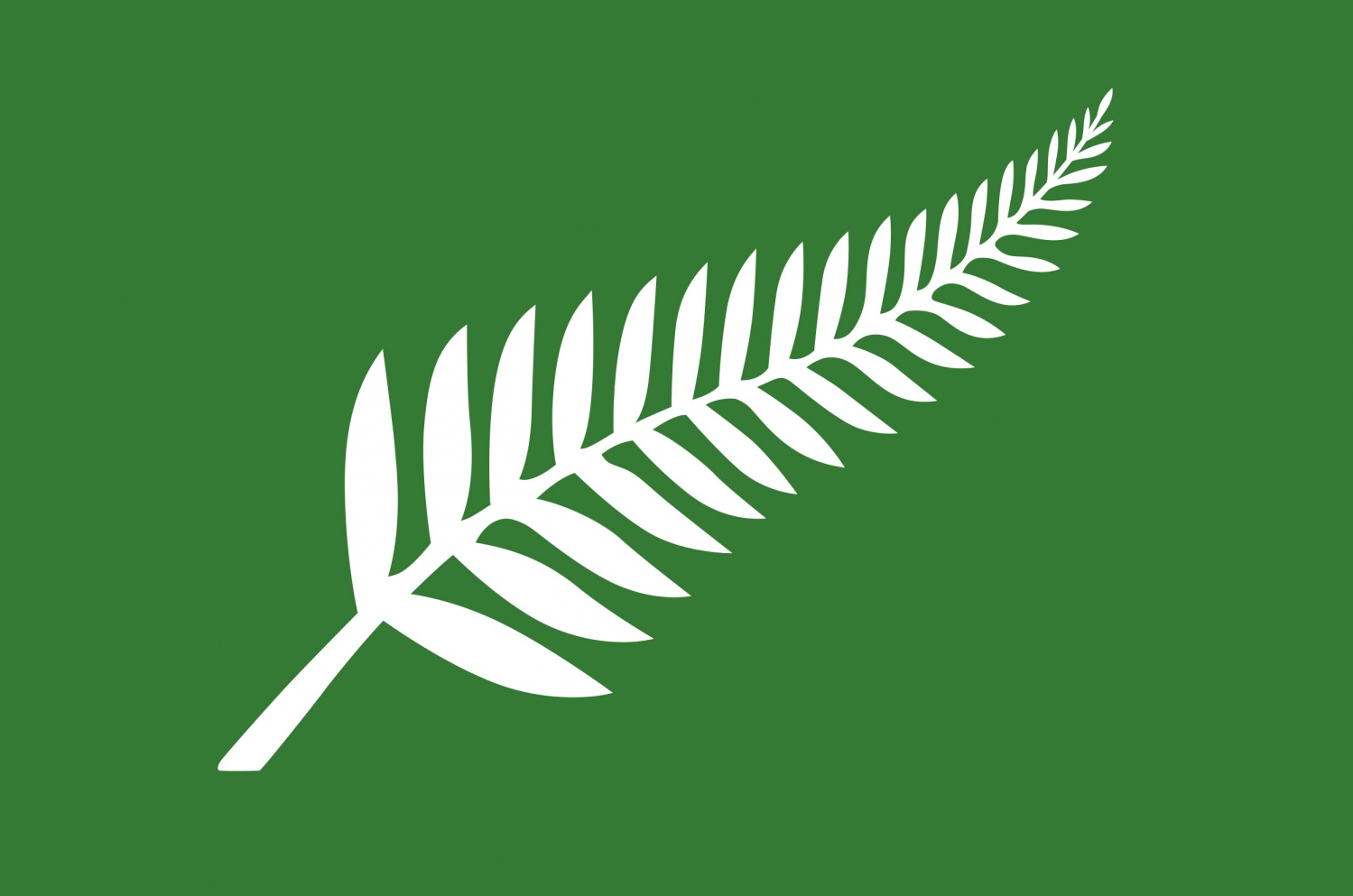
Proposta di Roger Clarke
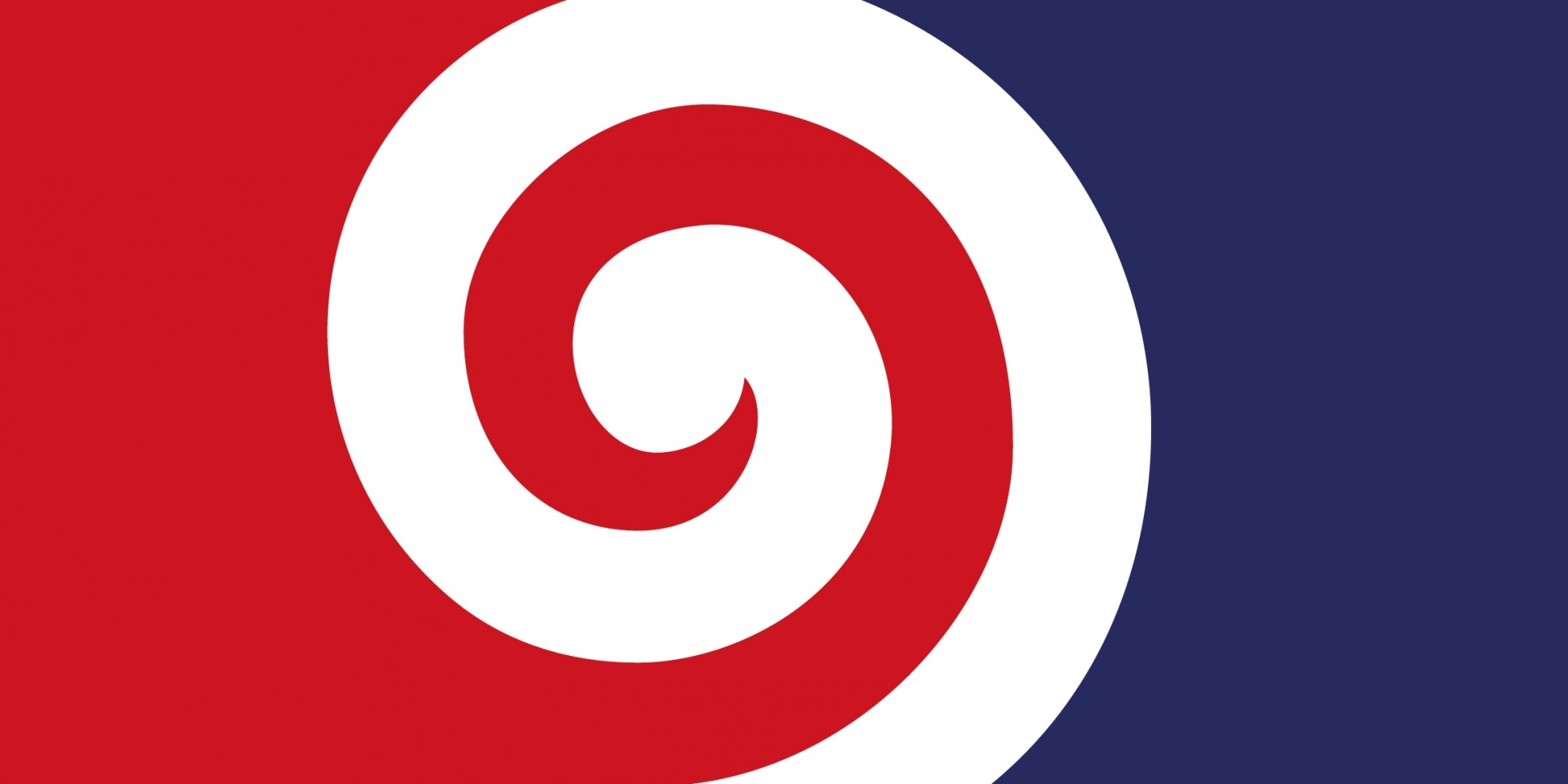
Prima proposta di Daniel Crayford e Leon Cayford
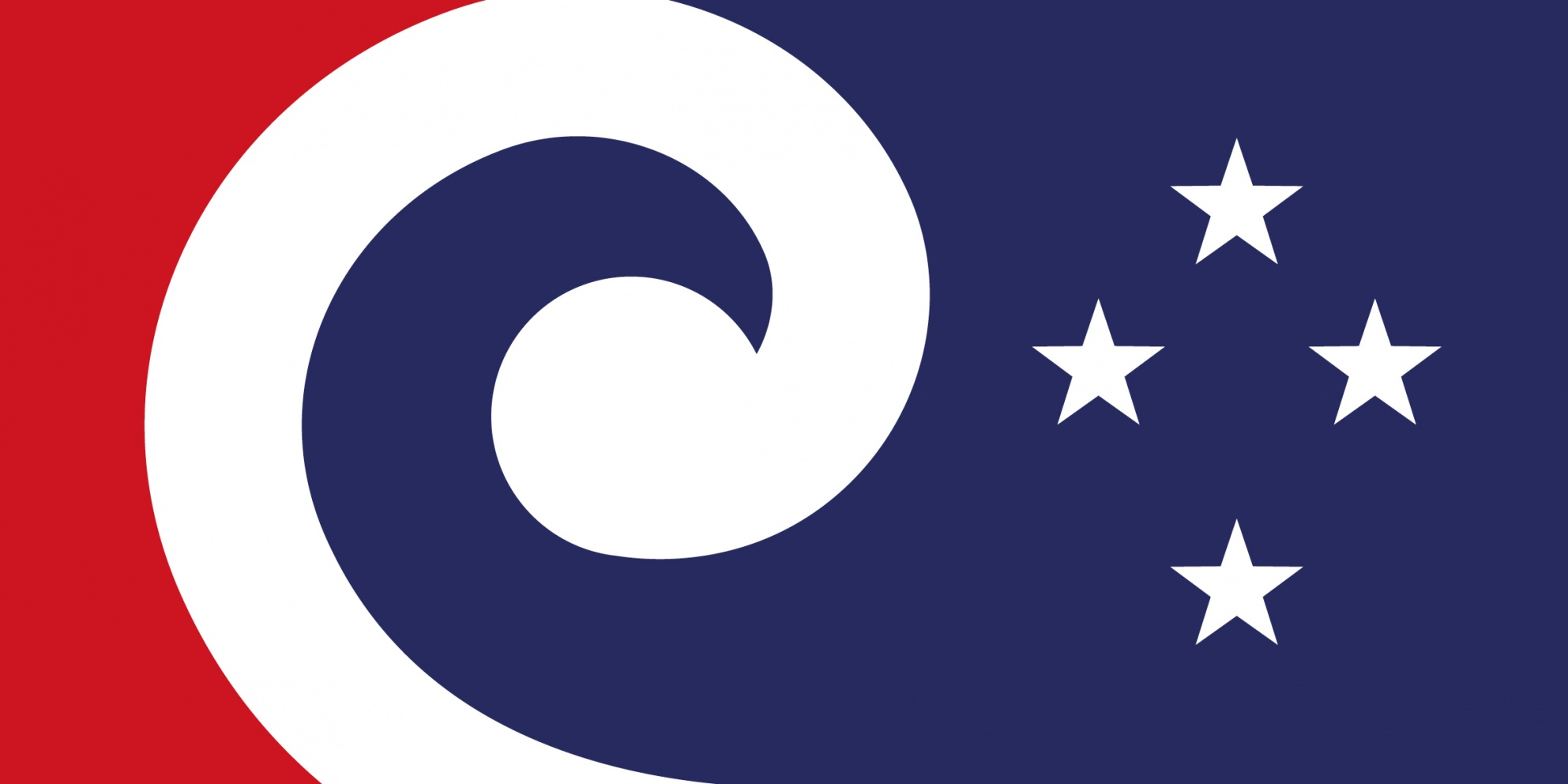
Seconda proposta di Daniel Crayford e Leon Cayford
Proposta di Tomas Cottle [15]
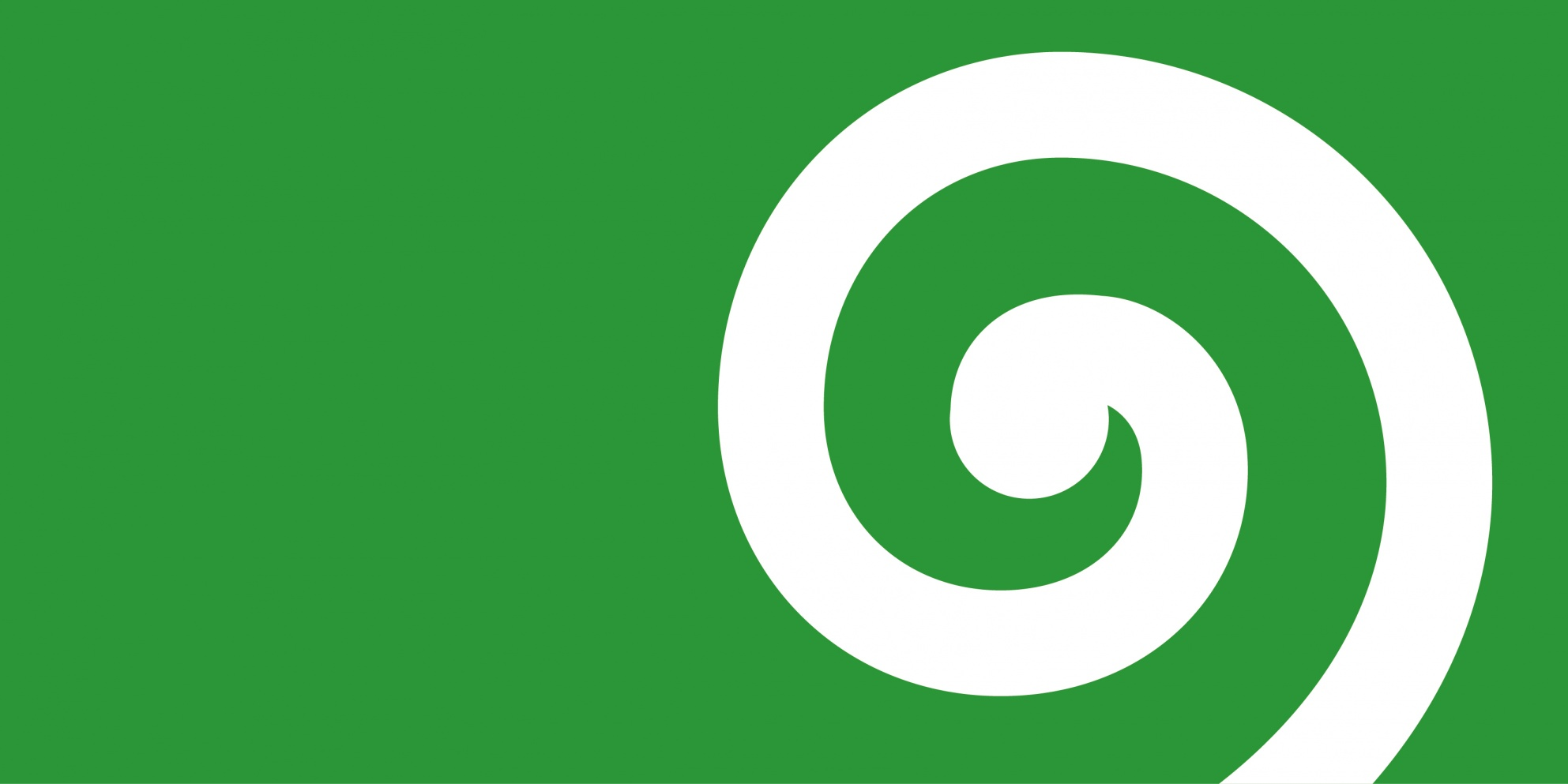
Proposta di Travis Cunningham
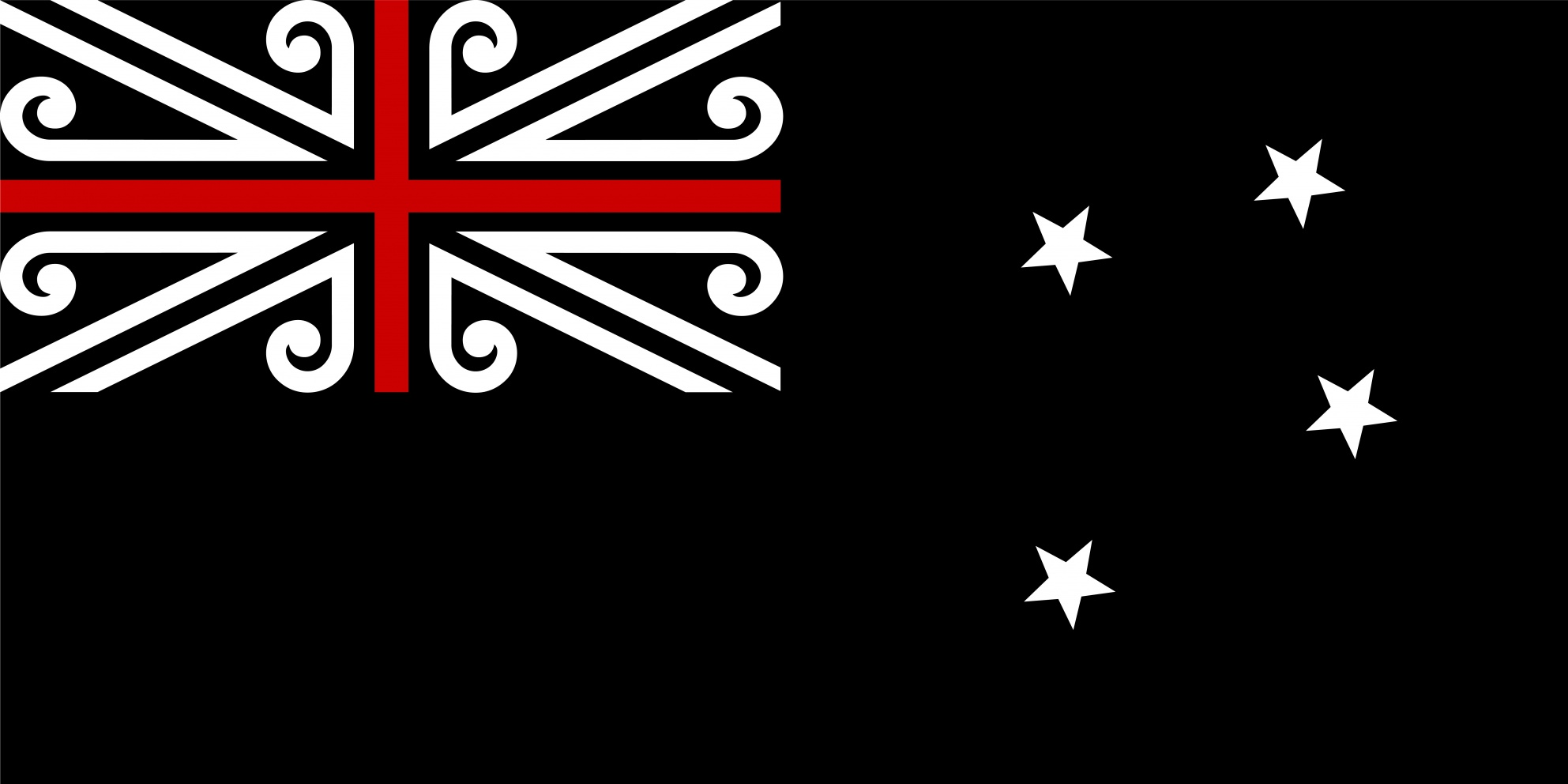
Proposta di Mike Davison
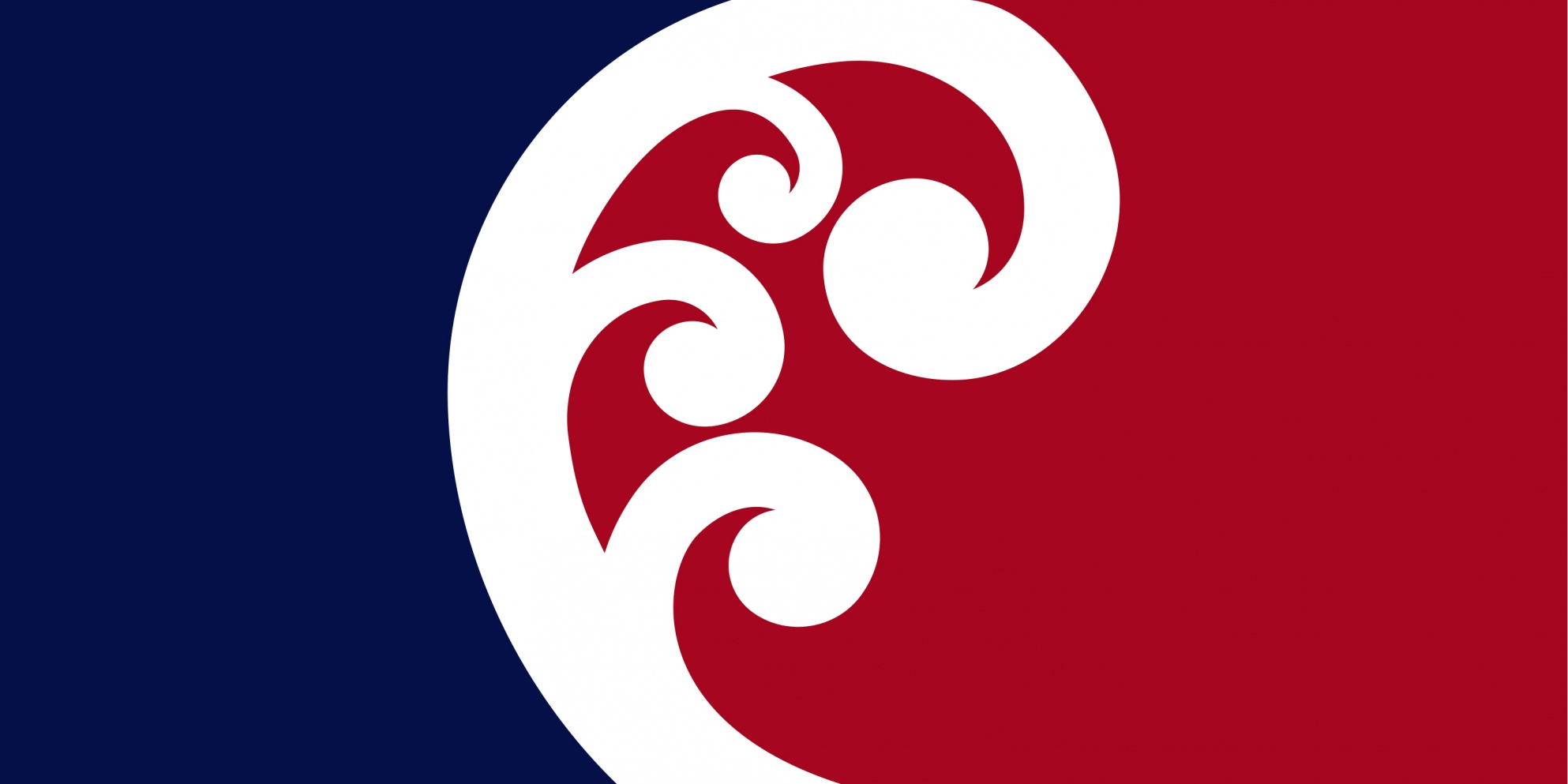
Proposta di Paul Densem
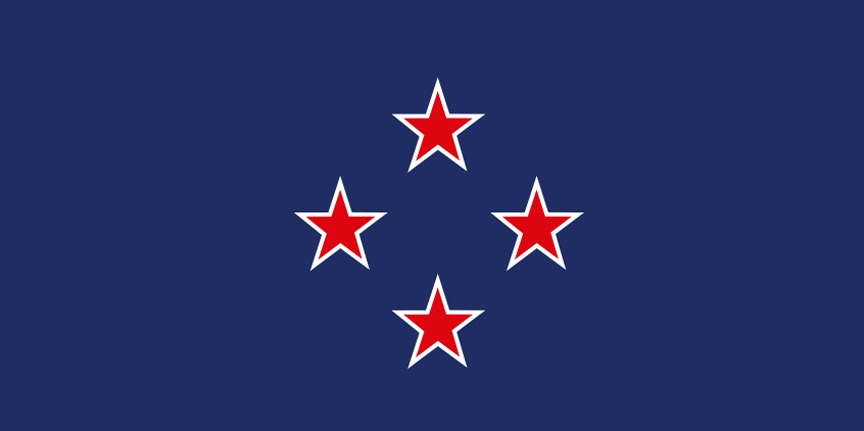
Proposta di Wayne William Doyle
Proposta di Aaron Dustin
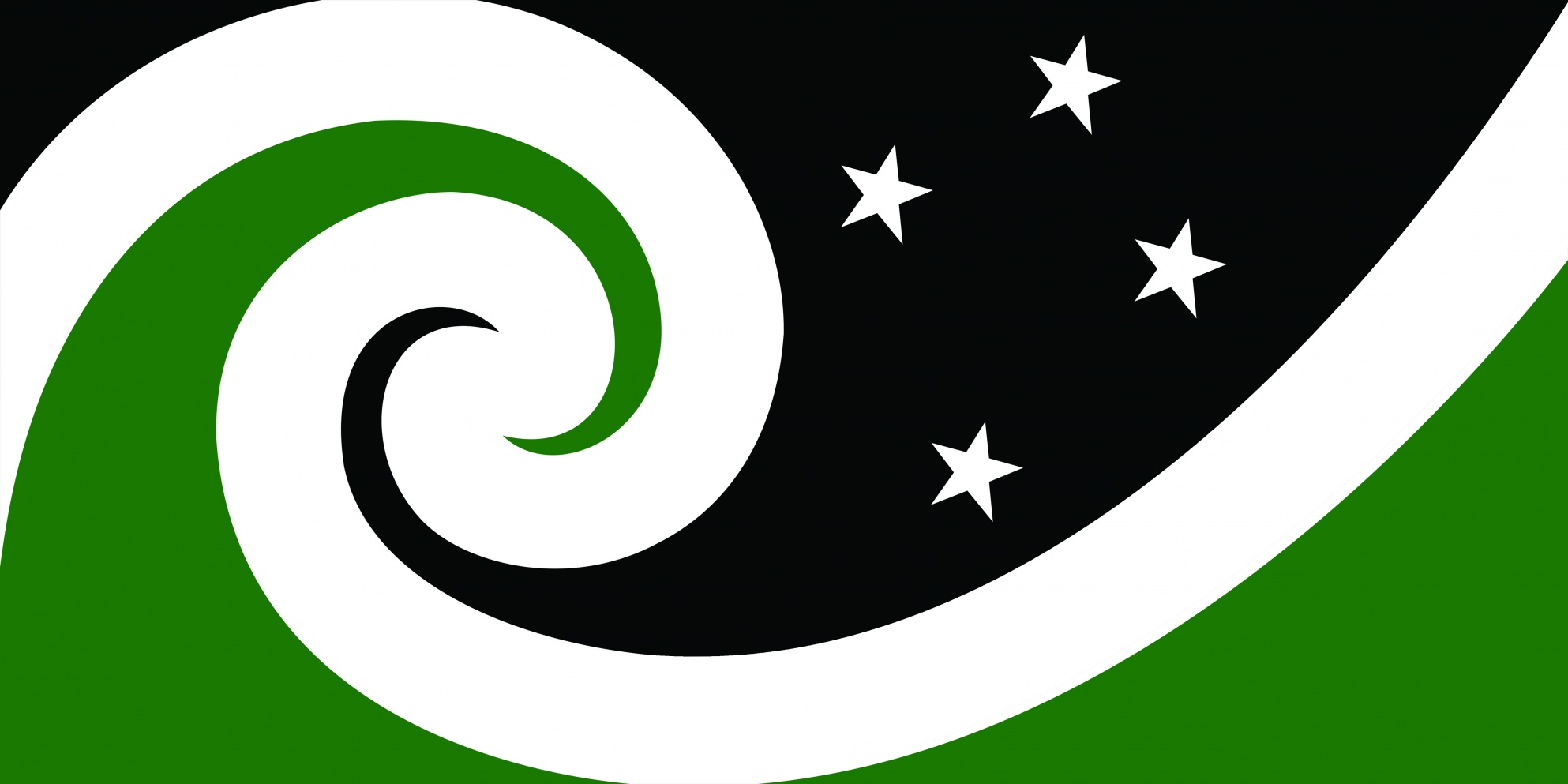
Prima proposta di Otis Frizzell
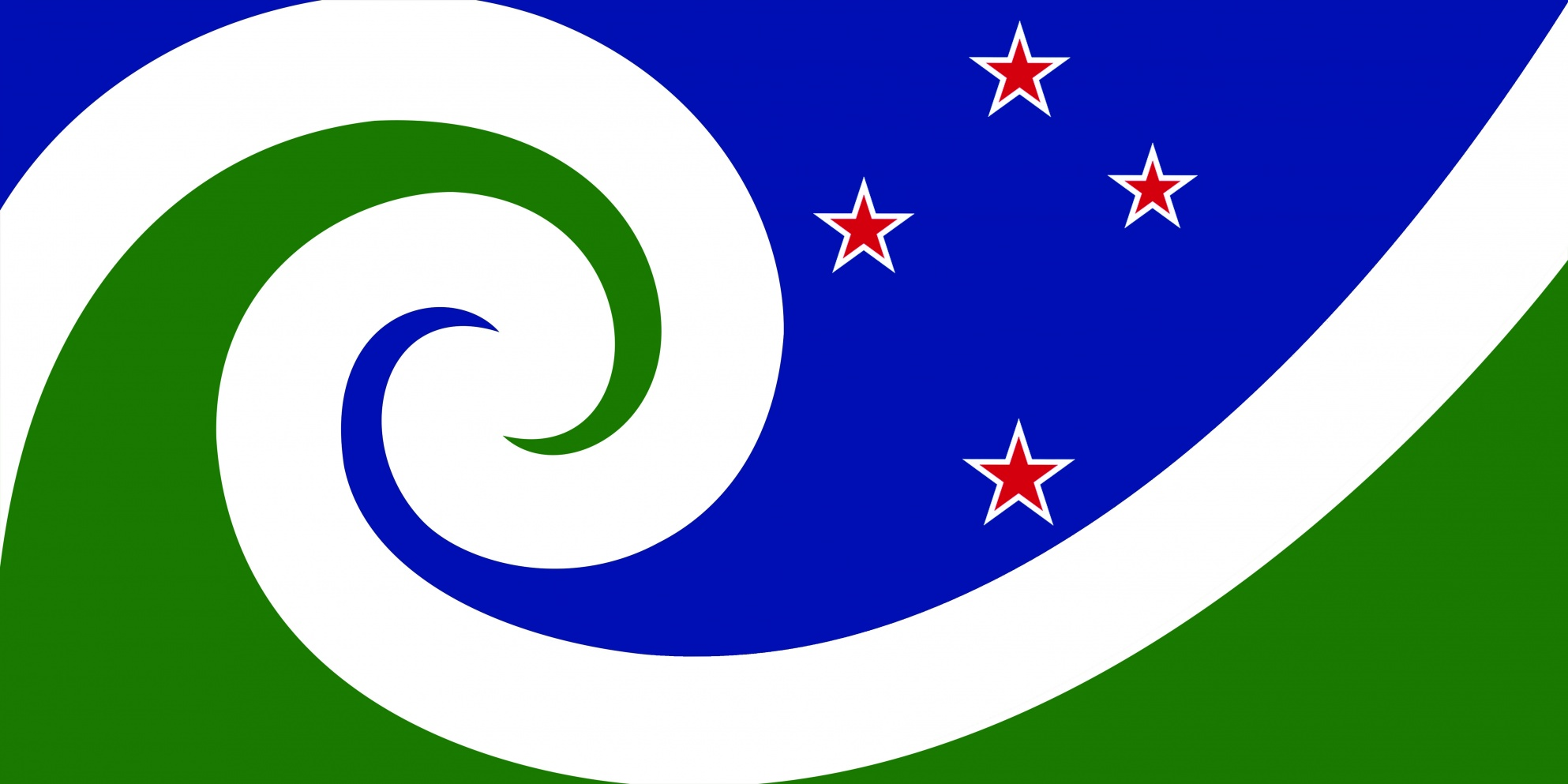
Seconda proposta di Otis Frizzell
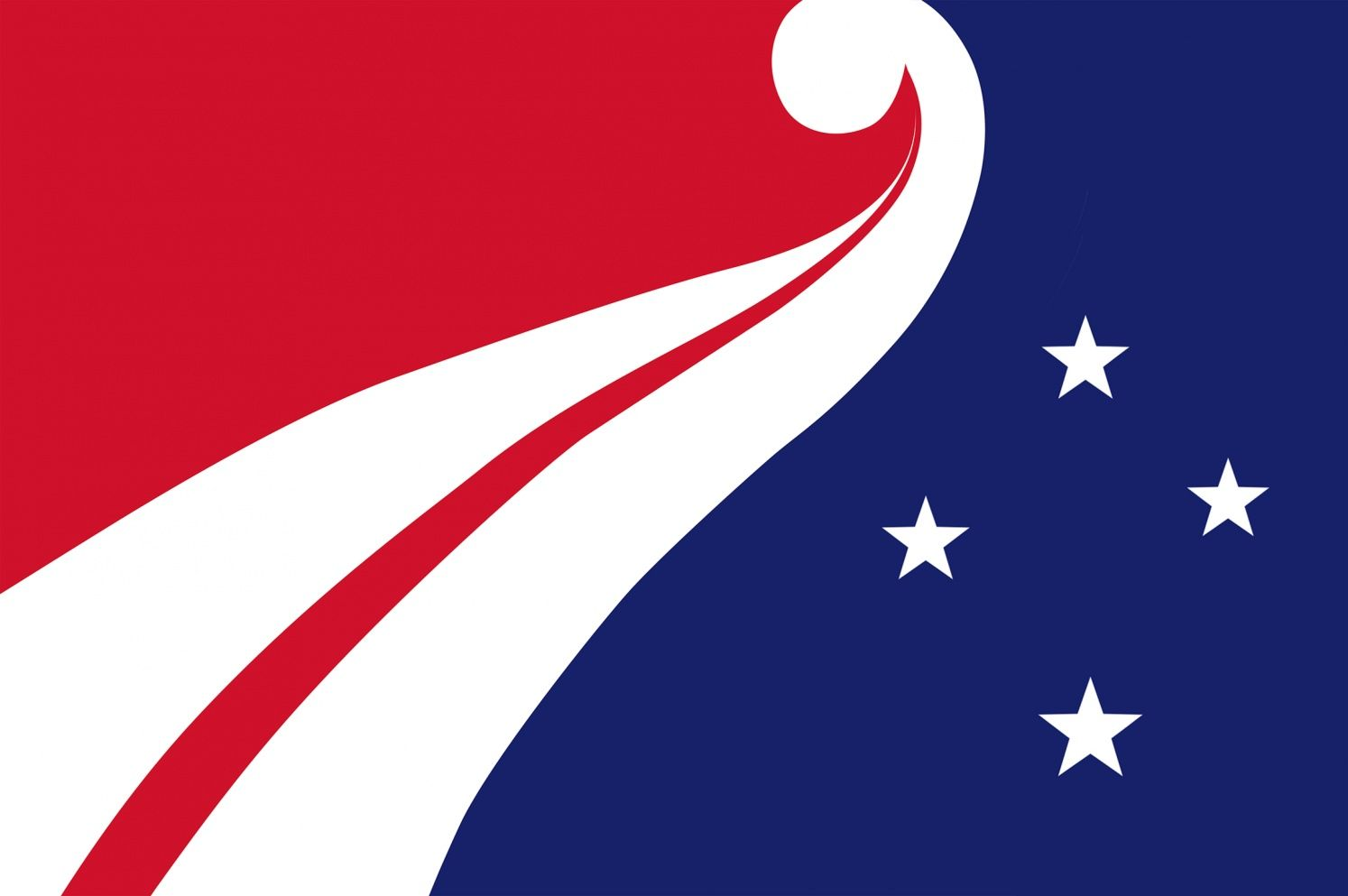
Proposta di Denise Fung
Prima proposta di Andrew Fyfe
Seconda proposta di Andrew Fyfe
Proposta di Paul Jackways
Prima proposta di Alofi Kanter
Seconda proposta di Alofi Kanter
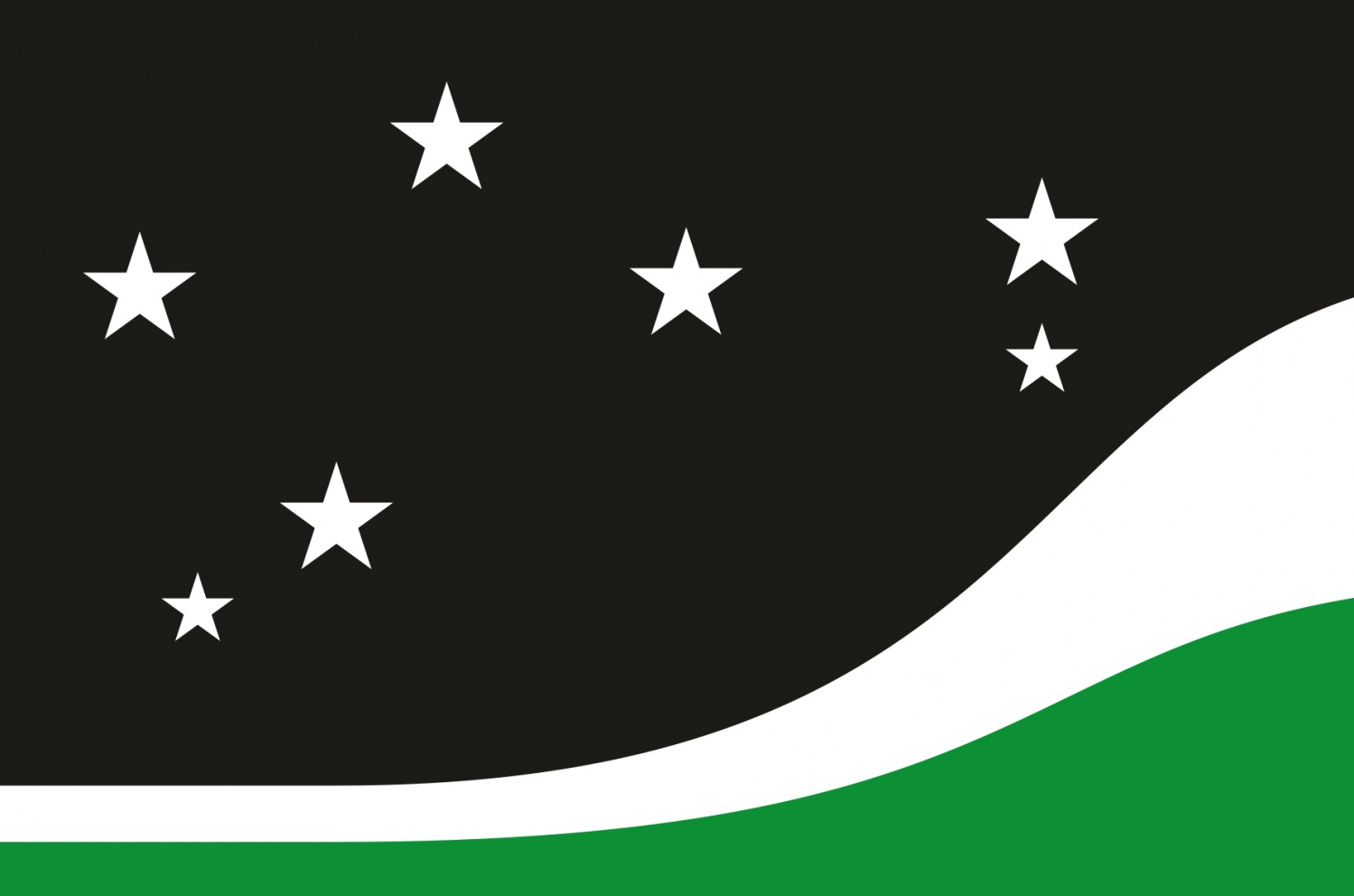
Proposta di John Kelleher
Prima proposta di Kyle Lockwood
Seconda proposta di Kyle Lockwood
Terza proposta di Kyle Lockwood
Quarta proposta di Kyle Lockwood
Quinta proposta di Kyle Lockwood
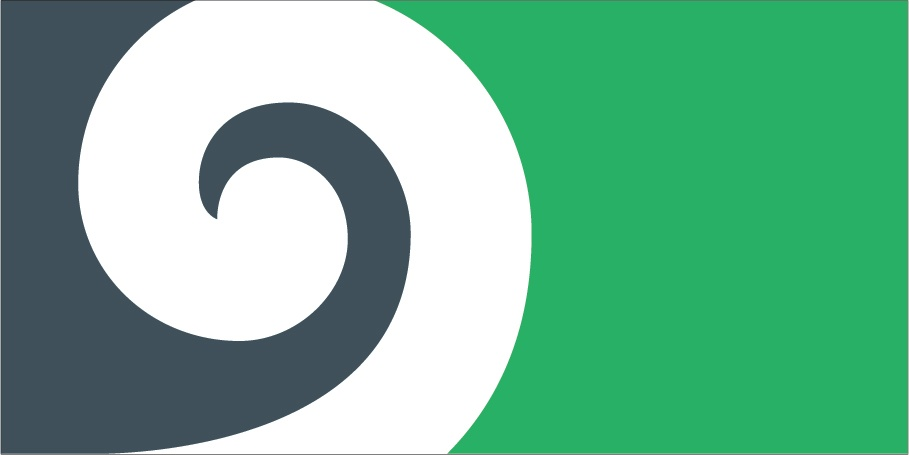
Proposta di Grant Pascoe
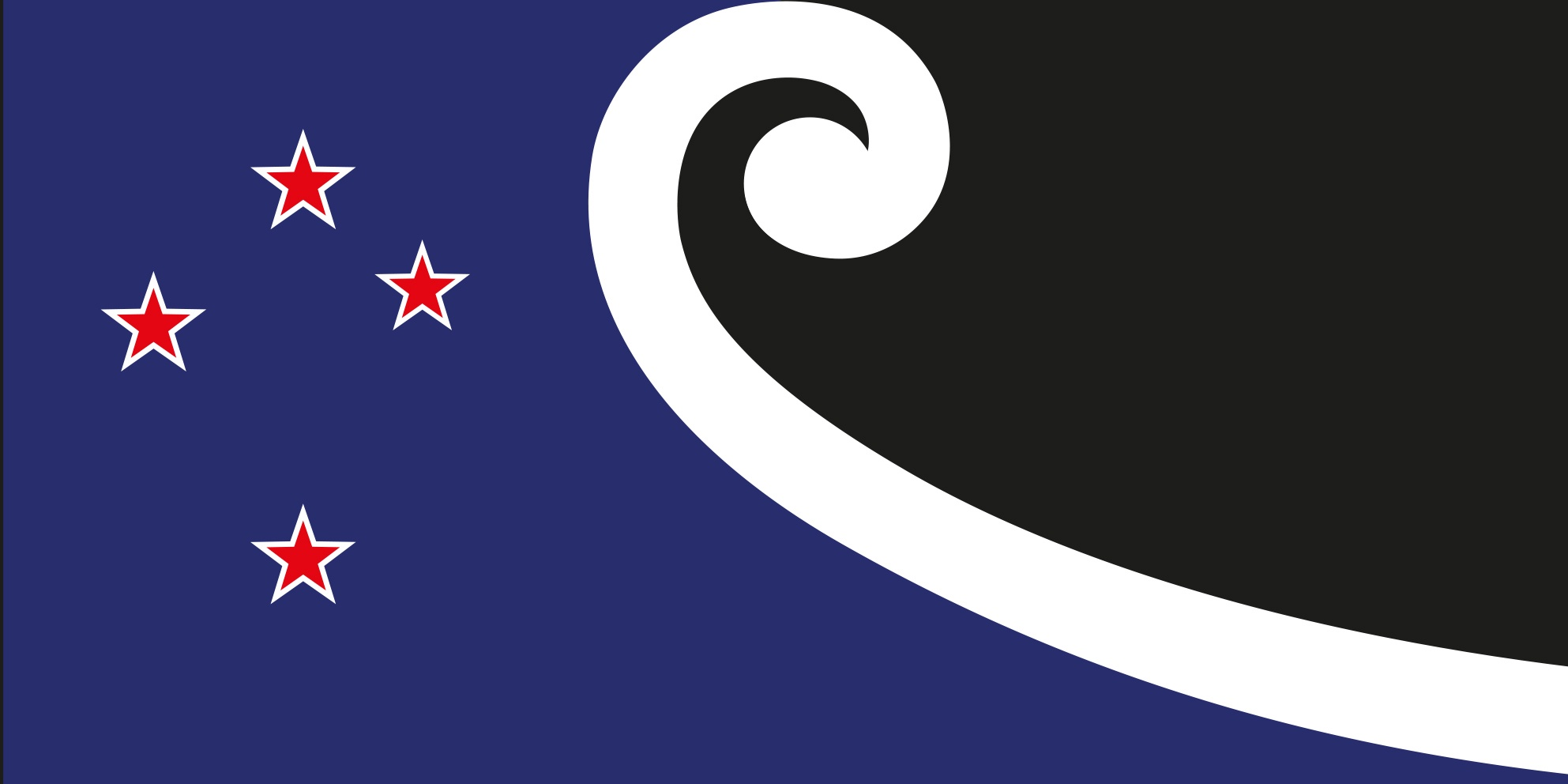
Proposta di Dave Sauvage
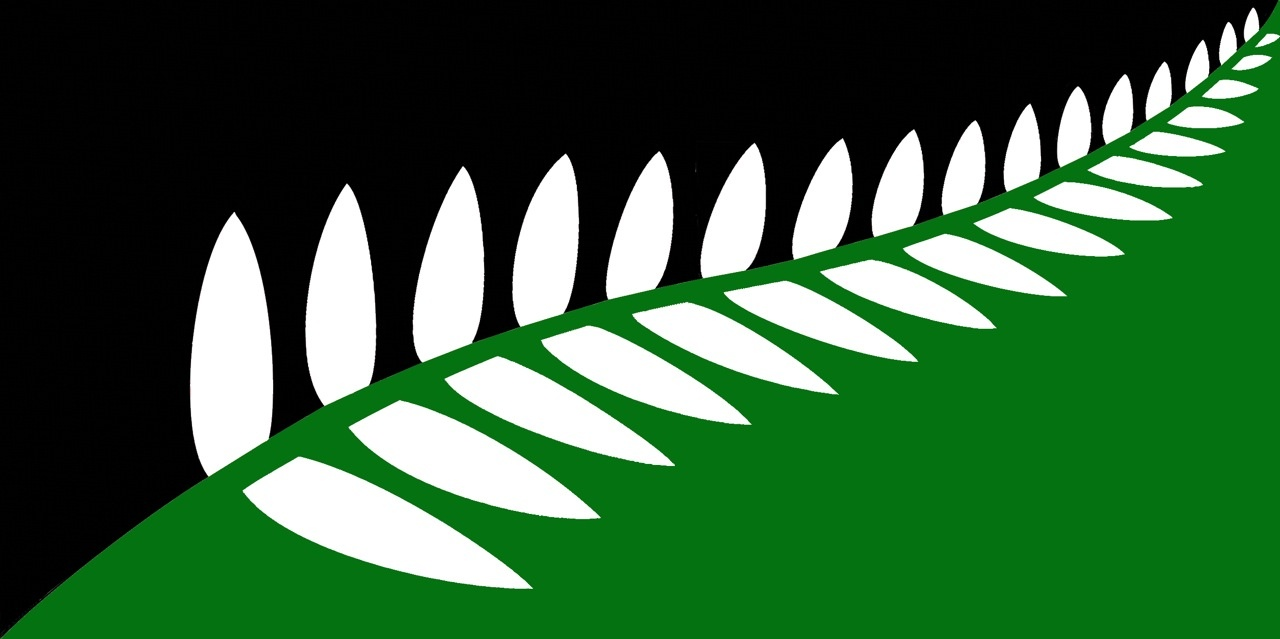
Proposta di Clay Sinclair e di Sandra Ellmers
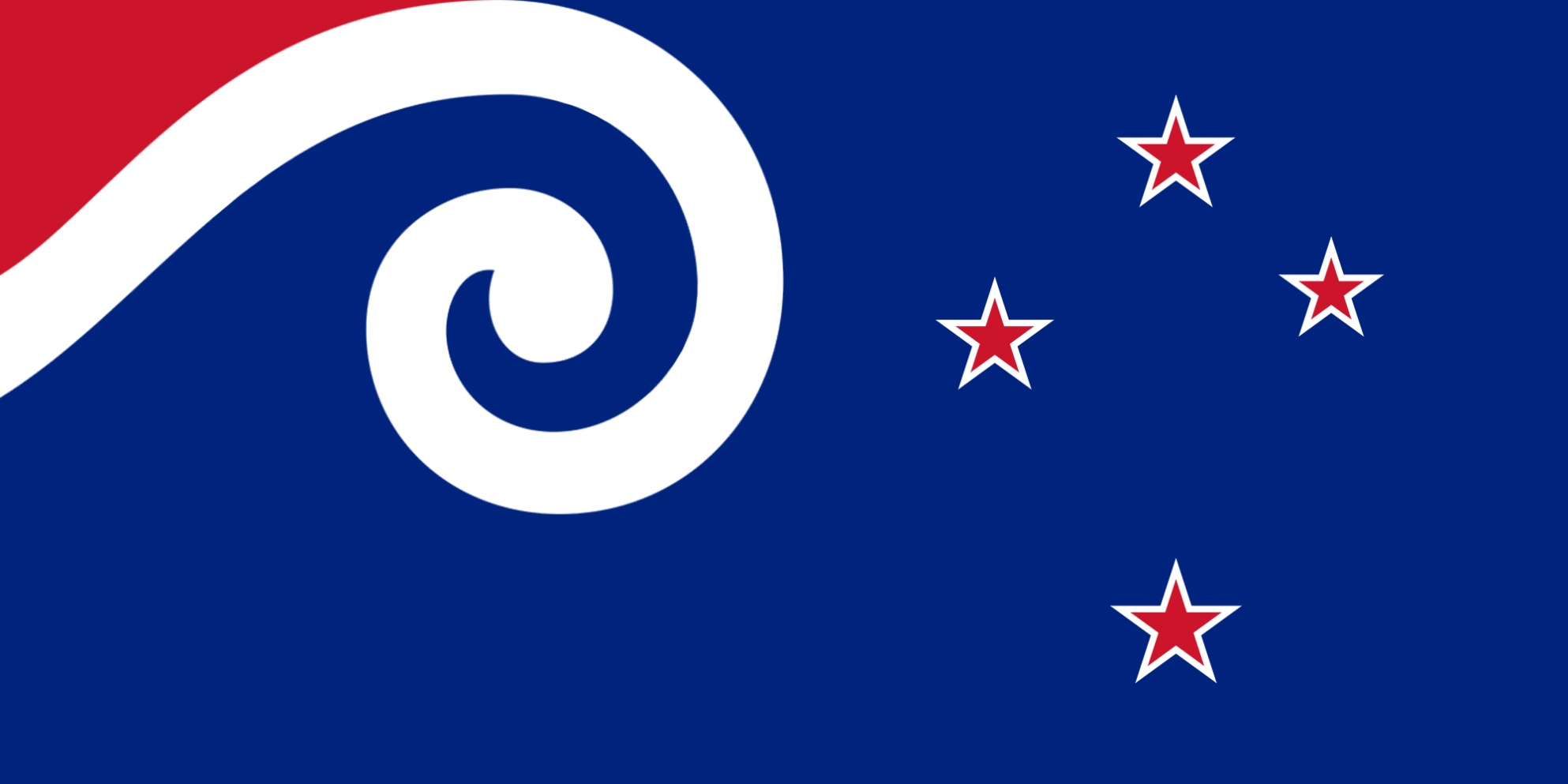
Proposta di Alan Tran
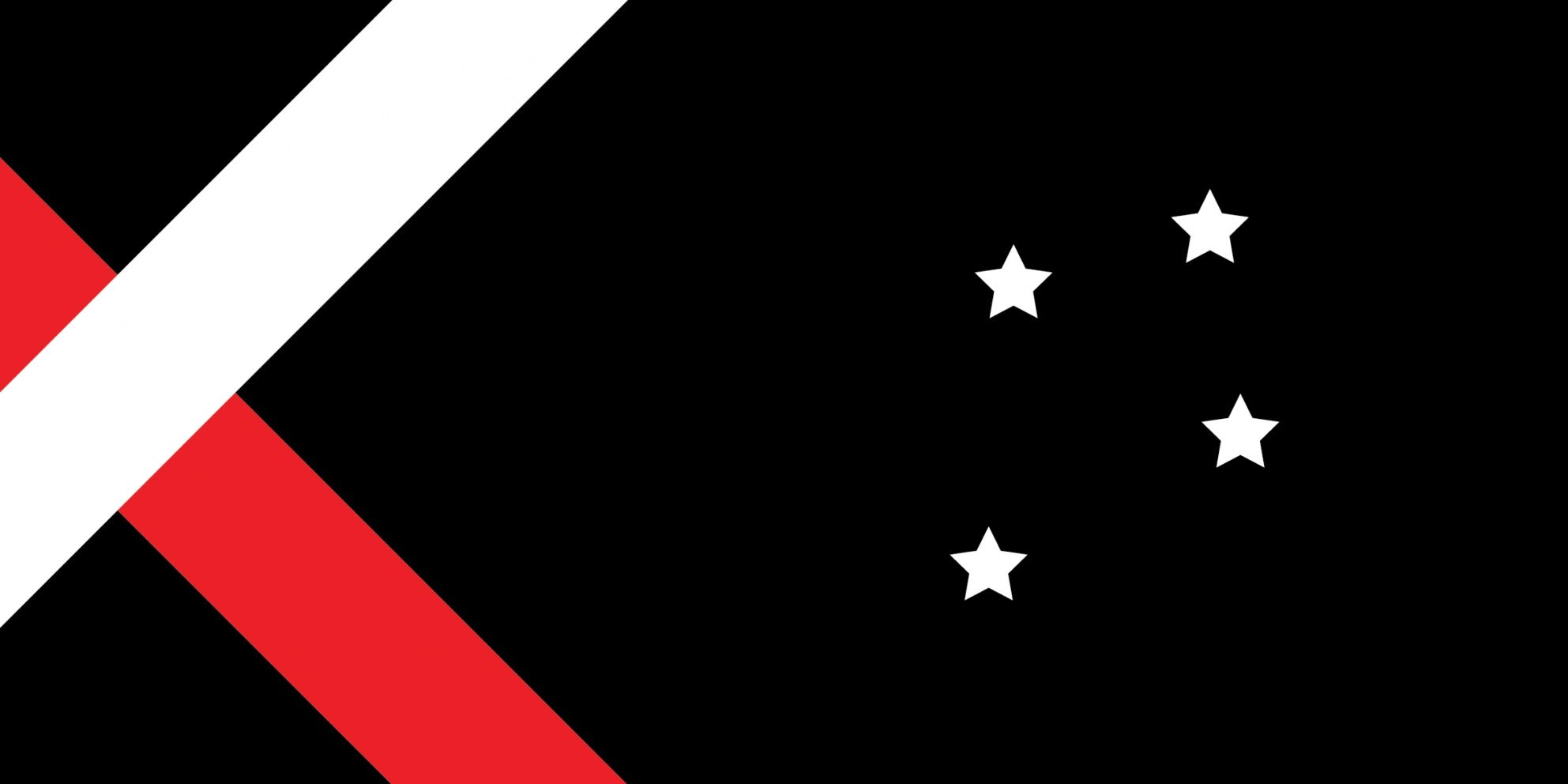
Prima proposta di Pax Zwanikken
Seconda proposta di Pax Zwanikken

## Risultati

### Voto preliminare
Le cinque bandiere sottoposte a referendum sono state:

Opzione A - Silver Fern (Black, White and Blue) di Kyle Lockwood
Opzione B - Red Peak di Aaron Dustin
Opzione C - Koru (Black) di Andrew Fyfe
Opzione D - Silver Fern (Black and White) di Alofi Kanter
Opzione E - Silver Fern (Red, White and Blue) di Kyle Lockwood

Il quesito sottoposto ai votanti è stato il seguente:
La votazione si tenne tra il 20 novembre e l'11 dicembre 2015. Per questa votazione è stato usato il voto alternativo, quindi gli elettori hanno indicato le cinque bandiere in ordine dalla preferita alla meno preferita. La bandiera più votata è stata la Silver Fern (Black, White and Blue) di Kyle Lockwood con il 50,52% delle preferenze. Votarono il 48,78% degli aventi diritto.

### Referendum
Il quesito sottoposto ai votanti è stato il seguente:
La votazione si tenne tra il 3 e il 24 marzo 2016.
| Bandiera attuale  | 1 208 702 | 56,73 |  |  |  |  |  |  |
| Bandiera proposta | 921 876   | 43,27 |  |  |  |  |  |  |
| Totale            | 2 130 578 | 100   |  |  |  |  |  |  |
|                   |           |       |  |  |  |  |  |  |
| Schede bianche    | 5 044     | 0,24  |  |  |  |  |  |  |
| Schede nulle      | 5 273     | 0,25  |  |  |  |  |  |  |
| Votanti           | 2 140 985 | 67,78 |  |  |  |  |  |  |
| Elettori          | 3 158 576 |       |  |  |  |  |  |  |